# Oosterse klaproos
De oosterse klaproos (Papaver orientale) is een meerjarige plant. Ze komt van nature voor in Centraal-Azië. De Nederlandse naam is ook reuzenklaproos.
De fijn ingesneden bladeren verdrogen na de bloei. Dit is een aanpassing aan de droge, hete zomers in Centraal-Azië. De bladeren lopen daar bij de herfstregens opnieuw uit.

## Cultuur
De plant is al sinds het einde van de 19e eeuw in Europa in cultuur. Er is een groot aantal cultivars ontwikkeld, waarbij de kleuren van de bloemen uiteenlopen van wit, roze tot diep rood.
In de tuin komen ze goed tot hun recht in combinatie met planten die hun bladeren pas laat ontwikkelen, zodat de nagelaten kale ruimte in de zomer opgevuld is.

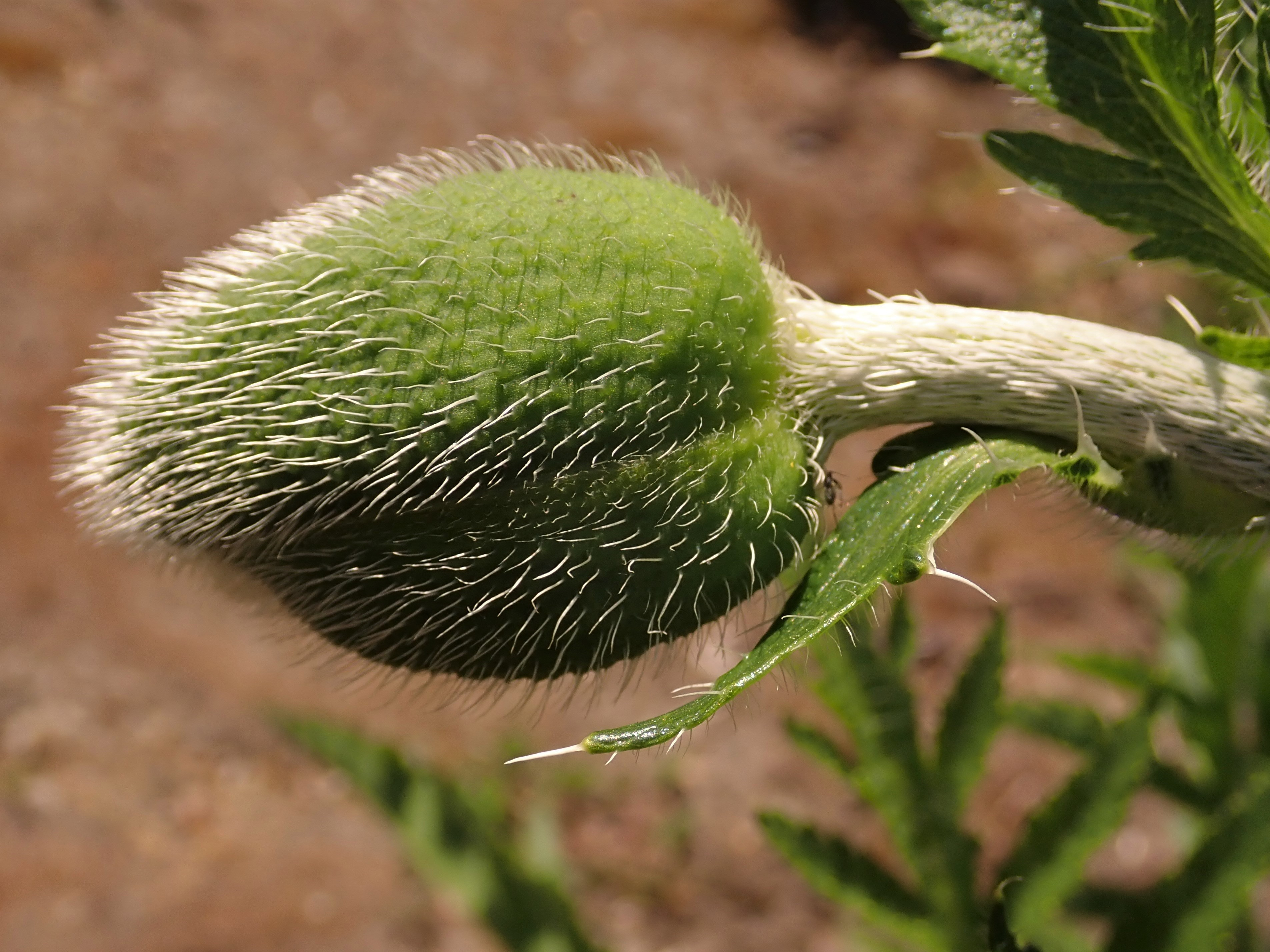
Knop
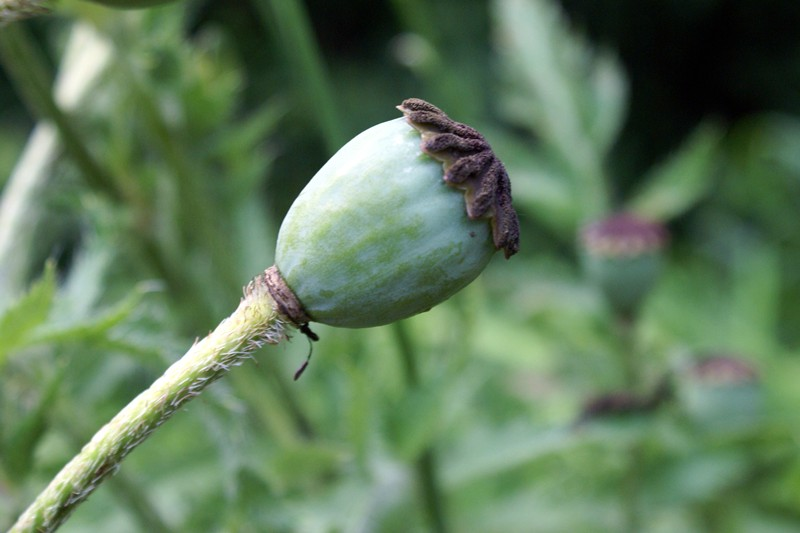
Zaad

... · 
P. alpinum · 
P. argemone (Ruige klaproos) · 
P. bracteatum · 
P. californicum · 
P. dahlianum · 
P. dubium (Bleke klaproos) · 
P. hybridum (Bastaardklaproos) · 
P. nudicaule · 
P. orientale (Reuzenklaproos) · 
P. radicatum · 
P. rhoeas (Grote klaproos) · 
P. rupifragum · 
P. rupifragum var. atlanticum (Donzige klaproos) · 
P. somniferum (Slaapbol) · 
P. umbonatum · 
...